# 矢部美智代
矢部 美智代（やべ みちよ、1946年12月5日 - 2022年2月12日）は、日本の児童文学作家。

## 人物・来歴
東京都生まれ。雙葉中学校・高等学校、慶應義塾大学文学部国文学科卒業。2001年「なきむしはるのくん」でひろすけ童話賞受賞。2013-2019年日本児童文芸家協会理事長。2020年から日本児童文芸家協会顧問を務めたほか、ひろすけ童話賞選考委員も務めた。

## 著書
- 『こえだちゃんのらんらんショッピング』桜井勇, スタジオメルファン絵. 講談社(「おともだち」絵本シリーズ. おもちゃブック) , 1982.9
- 『ぼくたちまん中ぐみ』平井貴子 絵. ひさかたチャイルド, 1984.12
- 『くまさんクリスマスおめでとう』岡村好文 絵. ひさかたチャイルド, 1985.11
  - 『くまさんおたんじょうびおめでとう』岡村好文 絵. ひさかたチャイルド, 1989.9
- 『さようならしらかばの森』わたなべあきお絵. ひさかたチャイルド, 1985.5
- 『コスモス色のまど』いわのゆきこ 絵. ひさかたチャイルド, 1987.10
- 『しのだのくずのは 母の日に読む絵本』和歌山静子 絵. 世界文化社, 1987.11
- 『おりひめとひこぼし 七夕に読む絵本』新野めぐみ, 小熊康司絵. 世界文化社, 1987.6
- 『サンタからの手紙』平井貴子[画]. 世界文化社, 1988.12
- 『雨あがりのウエディング』田中槙子 絵. 講談社, 1989.5
- 『水平線がまぶしくて』中村悦子 絵. 講談社, 1990.8
- 『しょうぼうしゃ』 (えくぼあかちゃんえほん) St.シーサイド 写真. 講談社, 1991.10
- 『バス』 (えくぼあかちゃんえほん) St.シーサイド 写真. 講談社, 1991.10
- 『パトロールカー』 (えくぼあかちゃんえほん) St.シーサイド 写真. 講談社, 1991.10
- 『しんかんせん』 (えくぼあかちゃんえほん) St.シーサイド [ほか]写真. 講談社, 1991.7
- 『スポーツカー』 (えくぼあかちゃんえほん) St.シーサイド [ほか]写真. 講談社, 1991.7
- 『とっきゅう』 (えくぼあかちゃんえほん) St.シーサイド [ほか]写真. 講談社, 1991.7
- 『トラック』 (えくぼあかちゃんえほん) St.シーサイド 写真. 講談社, 1992.1
- 『はたらくじどうしゃ』 (えくぼあかちゃんえほん) St.シーサイド 写真. 講談社, 1992.1
- 『ふねとひこうき』 (えくぼあかちゃんえほん) St.シーサイド 写真. 講談社, 1992.1
- 『じどうしゃ』 (えくぼあかちゃんえほん) 講談社, 1992.3
- 『たのしいのりもの』 (えくぼあかちゃんえほん) 跡土技術 写真. 講談社, 1992.3
- 『パノラマでんしゃ』 (えくぼあかちゃんえほん) 跡土技術, RGG 写真. 講談社, 1992.3
- 『ぼくんちのねこたしざん』鈴木博子絵. 文渓堂, 1994.4
- 『いいこといっぱい丘の上』福田いわお絵. 岩崎書店, 1995.12
- 『銀色のクレヨン』中釜浩一郎絵. PHP研究所, 1997.4
- 『こいぬとてぶくろ』義平雅夫絵. PHP研究所, 1999.1
- 『もりのせんたくやさん』田頭よしたか絵. フレーベル館, 1999.4
- 『なきむしはるのくん』宮崎耕平絵. PHP研究所, 2000.11
- 『希望を胸に羽ばたいた人々 (偉人たちの〈あの日あの時）』中釜浩一郎 絵. 日本教文社, 2003.8
- 『かげまる』狩野富貴子絵. 毎日新聞社, 2004.12
- 『木もれ日のむこうに』垂石眞子絵. 国土社, 2004.12

### 再話
- ヨハンナ=スピリ原作『アルプスの少女ハイジ』全4巻 (「おともだち」絵本シリーズ. おはなしえほん) 講談社, 1982

ほか世界・日本の名作童話、ディズニーアニメの再話など多数